# Faaite
Faaite, o Faaiti, és un atol de les Tuamotu, a la Polinèsia Francesa. Administrativament és una comuna associada de la comuna d'Anaa, amb les dependències de Tahanea i Motutunga. Està situat entre dos atols més grans, Fakarava a 17 km al nord-oest i Tahanea a 11 km al sud-est. Anaa és a 60 km al sud.

## Geografia
La superfície total és de 9 km². La llacuna interior, de 227 km², té un pas navegable a l'oceà, situat al nord-oest i anomenat Teporioha.
La població total era de 440 habitants al cens del 2022. La vila principal és Hitianau, situada a l'oest.

## Història
La primera observació registrada de l'atol per part dels europeus va ser per l'expedició espanyola de Pedro Fernández de Quirós l'11 de febrer de 1606. Va ser anomenada com a Decena. Va ser redescoberta per l'anglès John Turnbull, el 1802, el primer comerciant del Pacífic que feia la ruta de Hawaii a Tahití. El 1820 va ser visitat per Fabian von Bellinghausen que el va anomenar Miloradovich.